# Каррейра, Давид
Давид Каррейра (порт. David Carreira, род. 30 июля 1991, Дурдан, Франция) – португальский певец, актер и модель. В его репертуаре песни на португальском, английском и французском языках. Его дебютный альбом N.1 (2011) занял 1 место в португальских чартах, а последующий за ним альбом - A força está em nós, получил 2 место в Португалии.

## Биография
Давид Каррейра родился в городе Дурдан, во Франции. Сын Антонио Мануэля Матфея Антунеш, известного как Тони Каррейра, и Фернанды Антунеш. Имеет старшего брата Микаэля Каррейра, и сестру Сару Антунеш. Несмотря на то, что родился во Франции, Давид не имеет двойного гражданства, у него только гражданство Португалии.
В 2011 году, Давид потерял ту, про которую говорил, что это любовь всей его жизни. Его девушка погибла в автокатастрофе, и только в 2016 году, он решился начать новые отношения. С новой девушкой он снялся в некоторых своих клипах.

## Дискография

### Студийные альбомы
| Название            | Информация                                                                        |
| ------------------- | --------------------------------------------------------------------------------- |
| N.1                 | - Релиз: 17 октября 2011 - Лейбл: Farol Música - Формат: CD, цифровая дистрибуция |
| A força está em nós | - Релиз: 11 ноября 2013 - Лейбл: Farol Música - Формат: CD, цифровая дистрибуция  |
| Tout recommencer    | - Релиз: 25 августа 2014 - Лейбл: Warner Music - Формат: CD, цифровая дистрибуция |
| 3                   | - Релиз: 4 декабря 2015 - Лейбл: Farol Música - Формат: CD, цифровая дистрибуция  |
| 1991                | - Релиз: 19 мая 2017 - Лейбл: Warner Music - Формат: CD, цифровая дистрибуция     |

### EP
| Название            | Информация                                                                |
| ------------------- | ------------------------------------------------------------------------- |
| David Carreira - EP | - Релиз: 7 июля 2014 - Лейбл: Warner Music - Формат: цифровая дистрибуция |